# Palosaari (ö i Finland, Lappland, Östra Lappland, lat 66,22, long 27,67)
Palosaari är en ö i Finland. Den ligger i sjön Luovijärvi och i kommunen Posio i den ekonomiska regionen  Östra Lapplands ekonomiska region  och landskapet Lappland, i den norra delen av landet, 700 km norr om huvudstaden Helsingfors. Öns area är 0,6 hektar och dess största längd är 100 meter i nord-sydlig riktning.